# Associazione Calcio Siena 1991-1992
Questa voce raccoglie le informazioni riguardanti l'Associazione Calcio Siena nelle competizioni ufficiali della stagione 1991-1992.

## Stagione
Nella stagione 1991-1992 il Siena disputò il sesto campionato di Serie C1 della sua storia.

## Divise e sponsor
Il fornitore ufficiale di materiale tecnico per la stagione 1991-1992 fu Uhlsport, mentre lo sponsor di maglia fu Cises.
| 1ª divisa |

## Organigramma societario
Area direttiva
- Presidente: Max Paganini

Area tecnica
- Allenatore: Salvatore Esposito, poi Romano Fogli (dal 29 ottobre 1991)[1]

## Rosa
| N. |                   | Ruolo | Calciatore            |
| -- | ----------------- | ----- | --------------------- |
|    | Italia (bandiera) | P     | Giampaolo Pinna       |
|    | Italia (bandiera) | D     | Davide Baronio        |
|    | Italia (bandiera) | D     | Mario De Rosa         |
|    | Italia (bandiera) | D     | Moreno Ferrario       |
|    | Italia (bandiera) | D     | Gianluca Lamacchi     |
|    | Italia (bandiera) | D     | Diego Prandi          |
|    | Italia (bandiera) | D     | Andrea Rocchigiani    |
|    | Italia (bandiera) | D     | Michele Sbravati      |
|    | Italia (bandiera) | D     | Gianbattista Scugugia |
|    | Italia (bandiera) | D     | Alessandro Signorini  |
|    | Italia (bandiera) | C     | Mario Brandani        |
|    | Italia (bandiera) | C     | Luciano Bruni         |

| N. |                   | Ruolo | Calciatore        |
| -- | ----------------- | ----- | ----------------- |
|    | Italia (bandiera) | C     | Giacomo Callegari |
|    | Italia (bandiera) | C     | Stefano Casale    |
|    | Italia (bandiera) | C     | Massimo Ceccaroni |
|    | Italia (bandiera) | C     | Riccardo Cini     |
|    | Italia (bandiera) | C     | Simone Francini   |
|    | Italia (bandiera) | C     | Luigi Rocca       |
|    | Italia (bandiera) | C     | Elia Roselli      |
|    | Italia (bandiera) | C     | Luigi Sacchi      |
|    | Italia (bandiera) | A     | Matteo Baiocchi   |
|    | Italia (bandiera) | A     | Nicola Annunziata |
|    | Italia (bandiera) | A     | Guglielmo Coppola |
|    | Italia (bandiera) | A     | Graziano Mannari  |
|    | Italia (bandiera) | A     | Daniele Mariani   |

## Risultati

### Serie C1

#### Girone d'andata
| Siena 15 settembre 1991 1ª giornata | Siena           | 0 – 0 | Pavia | Stadio Artemio Franchi\| Arbitro: \| Bortoli (Schio) \| |
| Arbitro:                            | Bortoli (Schio) |       |       |                                                         |

| Arbitro: | Giove (Bari) |

|                                                 |           |  |
| Zironelli 2’, 20’ Artistico 7’, 12’ Scapolo 66’ | Marcatori |  |

| Arbitro: | Genovese (Avellino) |

|                   |           |                |
| Pradella 20’, 32’ | Marcatori | 64’ E. Roselli |

| Arbitro: | Masulli (Cremona) |

|             |           |               |
| Coppola 47’ | Marcatori | 90’ Tamagnini |

| Arbitro: | Minotti (Frosinone) |

|                                        |           |  |
| Caruso 26’ Calcagno 44’ Actis Dato 79’ | Marcatori |  |

| Siena 20 ottobre 1991 6ª giornata | Siena           | 0 – 0 | Arezzo | Stadio Artemio Franchi\| Arbitro: \| Braschi (Prato) \| |
| Arbitro:                          | Braschi (Prato) |       |        |                                                         |

| Arbitro: | Daneluzzi (Latisana) |

|           |           |  |
| Catto 79’ | Marcatori |  |

| Siena 10 novembre 1991 8ª giornata | Siena                                  | 0 – 0 | Empoli | Stadio Artemio Franchi\| Arbitro: \| Pellegrino (Barcellona Pozzo di Gotto) \| |
| Arbitro:                           | Pellegrino (Barcellona Pozzo di Gotto) |       |        |                                                                                |

| Arbitro: | Griffo (Palermo) |

|                    |           |              |
| Weffort 64’ (rig.) | Marcatori | 89’ Scugugia |

| Arbitro: | Zuccolini (Reggio Emilia) |

|             |           |             |
| Coppola 18’ | Marcatori | 50’ Serioli |

| Arbitro: | Calvi (Milano) |

|              |           |  |
| Corrente 70’ | Marcatori |  |

| Arbitro: | D'Errico (Frattamaggiore) |

|                              |           |            |
| Bagnato 9’ (aut.) Sacchi 36’ | Marcatori | 25’ Cerone |

| Arbitro: | Cicogna (San Donà di Piave) |

|                                        |           |                                |
| Redomi 4’ (rig.) Mosca 19’ Murgita 80’ | Marcatori | 7’ (rig.) Coppola 61’ Brandani |

| Arbitro: | Racalbuto (Agrigento) |

|           |           |                    |
| Fiori 43’ | Marcatori | 87’ (rig.) Coppola |

| Siena 29 dicembre 1991 15ª giornata | Siena             | 0 – 0 | Palazzolo | Stadio Artemio Franchi\| Arbitro: \| Ferlito (Catania) \| |
| Arbitro:                            | Ferlito (Catania) |       |           |                                                           |

| Arbitro: | Iannello (Pavia) |

|             |           |             |
| Labardi 74’ | Marcatori | 58’ Mannari |

| Arbitro: | Rossi (Rovigo) |

|             |           |  |
| Coppola 89’ | Marcatori |  |

#### Girone di ritorno
| Arbitro: | De Prisco (Nocera Inferiore) |

|              |           |             |
| Menghini 75’ | Marcatori | 34’ Coppola |

| Arbitro: | Russo (Pescara) |

|                    |           |  |
| Coppola 14’ (rig.) | Marcatori |  |

| Siena 16 febbraio 1992 20ª giornata | Siena           | 0 – 0 | Como | Stadio Artemio Franchi\| Arbitro: \| Pacifici (Roma) \| |
| Arbitro:                            | Pacifici (Roma) |       |      |                                                         |

| Arbitro: | Freddi (Sassari) |

|           |           |              |
| Maran 53’ | Marcatori | 41’ Scugugia |

| Arbitro: | Cirotti (Roma) |

|              |           |  |
| Brandani 39’ | Marcatori |  |

| Arezzo 8 marzo 1992 23ª giornata | Arezzo           | 0 – 0 | Siena | Stadio Comunale\| Arbitro: \| Santoruvo (Bari) \| |
| Arbitro:                         | Santoruvo (Bari) |       |       |                                                   |

| Arbitro: | Siciliano (Brindisi) |

|           |           |           |
| Rocca 59’ | Marcatori | 86’ Mosca |

| Arbitro: | Treossi (Forlì) |

|                         |           |  |
| Gautieri 26’ Daniel 45’ | Marcatori |  |

| Siena 5 aprile 1992 26ª giornata | Siena                | 0 – 0 | Casale | Stadio Artemio Franchi\| Arbitro: \| Daneluzzi (Latisana) \| |
| Arbitro:                         | Daneluzzi (Latisana) |       |        |                                                              |

| Monza 12 aprile 1992 27ª giornata | Monza            | 0 – 0 | Siena | Stadio Brianteo\| Arbitro: \| Pontani (Verona) \| |
| Arbitro:                          | Pontani (Verona) |       |       |                                                   |

| Siena 19 aprile 1992 28ª giornata | Siena           | 0 – 0 | Carpi | Stadio Artemio Franchi\| Arbitro: \| Vasquez (Lecce) \| |
| Arbitro:                          | Vasquez (Lecce) |       |       |                                                         |

| Arbitro: | De Santis (Tivoli) |

|                        |           |           |
| U. Marino 46’ Luiu 83’ | Marcatori | 10’ Rocca |

| Arbitro: | Lelli (Grosseto) |

|                           |           |                               |
| D. Mariani 20’ Sacchi 41’ | Marcatori | 69’ F. Bresciani 79’ Milanese |

| Arbitro: | Casoli (Reggio Emilia) |

|                          |           |              |
| Sacchi 38’ Ceccaroni 48’ | Marcatori | 76’ Zanuttig |

| Arbitro: | Marchese (Napoli) |

|                         |           |                                   |
| Messina 48’, 63’ (rig.) | Marcatori | 60’ (rig.) Ceccaroni 62’ Brandani |

| Siena 24 maggio 1992 33ª giornata | Siena           | 0 – 0 | SPAL | Stadio Artemio Franchi\| Arbitro: \| Pacifici (Roma) \| |
| Arbitro:                          | Pacifici (Roma) |       |      |                                                         |

| Sesto San Giovanni 31 maggio 1992 34ª giornata | Pro Sesto         | 0 – 0 | Siena | Stadio Breda\| Arbitro: \| D'Agostini (Roma) \| |
| Arbitro:                                       | D'Agostini (Roma) |       |       |                                                 |

### Coppa Italia Serie C

#### Primo turno
| Ponsacco 18 agosto 1991 | Ponsacco | 1 – 1 | Siena | Stadio Comunale |

| Siena 25 agosto 1991 | Siena | 1 – 0 | Pontedera | Stadio Artemio Franchi |

| Poggibonsi 28 agosto 1991 | Poggibonsi | 2 – 0 | Siena | Stadio Stefano Lotti |

| Siena 2 settembre 1991 | Siena | 3 – 0 | Cecina | Stadio Artemio Franchi |

#### Fase finale
| Siena 20 novembre 1991 Sedicesimi di finale - Andata | Siena | 1 – 0 | Perugia | Stadio Artemio Franchi |

| Perugia 12 settembre 1991 Sedicesimi di finale - Ritorno | Perugia              | 1 – 0 (d.t.s.) | Siena | Stadio Renato Curi |
| \| \| \| \| \| \| Tiri di rigore 6 – 6 \| \|             |                      |                |       |                    |
|                                                          |                      |                |       |                    |
|                                                          | Tiri di rigore 6 – 6 |                |       |                    |

| Arbitro: | Rigutto (Maniago) |

|              |           |                 |
| Marrocco 75’ | Marcatori | 9’, 23’ Mannari |

| Arbitro: | Marchese (Napoli) |

|                                             |                      |                                            |
|                                             | Marcatori            | 6’ Belardinelli                            |
| Mariani Francini Rocca Sbravati Rocchigiani | Tiri di rigore 5 – 5 | Torrisi Marrocco Francioso Rossi Buonocore |

| Siena 19 febbraio 1992 Quarti di finale - Andata | Siena | 2 – 1 | Fidelis Andria | Stadio Artemio Franchi |

| Andria 18 marzo 1992 Quarti di finale - Ritorno | Fidelis Andria | 0 – 0 | Siena | Stadio Degli Ulivi |

| Siena 8 aprile 1992 Semifinale - Andata | Siena | 3 – 0 | Massese | Stadio Artemio Franchi |

| Massa 22 aprile 1992 Semifinale - Ritorno | Massese | 2 – 1 | Siena | Stadio degli Oliveti |

| Arbitro: | Fiori (Ravenna) |

|              |           |                   |
| Callegari 2’ | Marcatori | 80’ Di Giannatale |

| Arbitro: | Rausa (Cosenza) |

|                         |           |                      |
| Piccioni 16’ Minuti 86’ | Marcatori | 62’ (rig.) Ceccaroni |

## Statistiche

### Statistiche di squadra
| Competizione         | Punti | In casa | In casa | In casa | In casa | In casa | In casa | In trasferta | In trasferta | In trasferta | In trasferta | In trasferta | In trasferta | Totale | Totale | Totale | Totale | Totale | Totale | DR  |
| Competizione         | Punti | G       | V       | N       | P       | Gf      | Gs      | G            | V            | N            | P            | Gf           | Gs           | G      | V      | N      | P      | Gf     | Gs     | DR  |
| -------------------- | ----- | ------- | ------- | ------- | ------- | ------- | ------- | ------------ | ------------ | ------------ | ------------ | ------------ | ------------ | ------ | ------ | ------ | ------ | ------ | ------ | --- |
| Serie C1             | 31    | 17      | 5       | 12      | 0       | 12      | 7       | 17           | 0            | 9            | 8            | 11           | 26           | 34     | 5      | 21     | 8      | 23     | 33     | -10 |
| Coppa Italia Serie C |       | 7       | 5       | 1       | 1       | 11      | 3       | 7            | 1            | 2            | 4            | 5            | 9            | 14     | 6      | 3      | 5      | 16     | 12     | +4  |
| Totale               | -     | 24      | 10      | 13      | 1       | 23      | 10      | 24           | 1            | 11           | 12           | 16           | 35           | 48     | 11     | 24     | 13     | 39     | 45     | -6  |

### Statistiche dei giocatori[4]
| Giocatore      | Serie C1 | Serie C1 | Coppa Italia Serie C | Coppa Italia Serie C | Totale   | Totale |
| Giocatore      | Presenze | Reti     | Presenze             | Reti                 | Presenze | Reti   |
| -------------- | -------- | -------- | -------------------- | -------------------- | -------- | ------ |
| M. Baiocchi    | 2        | 0        | ?                    | ?                    | 2+       | 0+     |
| D. Baronio     | 25       | 0        | ?                    | ?                    | 25+      | 0+     |
| M. Brandani    | 26       | 3        | ?                    | ?                    | 26+      | 3+     |
| L. Bruni       | 21       | 0        | ?                    | ?                    | 21+      | 0+     |
| G. Callegari   | 27       | 0        | ?                    | ?                    | 27+      | 0+     |
| S. Casale      | 7        | 0        | ?                    | ?                    | 7+       | 0+     |
| M. Ceccaroni   | 28       | 2        | ?                    | ?                    | 28+      | 2+     |
| R. Cini        | 6        | 0        | ?                    | ?                    | 6+       | 0+     |
| G. Coppola     | 21       | 7        | ?                    | ?                    | 21+      | 7+     |
| M. De Rosa     | 20       | 0        | ?                    | ?                    | 20+      | 0+     |
| M. Ferrario    | 24       | 0        | ?                    | ?                    | 24+      | 0+     |
| G. Lamacchi    | 2        | 0        | ?                    | ?                    | 2+       | 0+     |
| G. Mannari     | 25       | 1        | ?                    | ?                    | 25+      | 1+     |
| D. Mariani     | 17       | 1        | ?                    | ?                    | 17+      | 1+     |
| G.P. Pinna     | 34       | -33      | ?                    | ?                    | 34+      | -33+   |
| D. Prandi      | 1        | 0        | ?                    | ?                    | 1+       | 0+     |
| L. Rocca       | 27       | 2        | ?                    | ?                    | 27+      | 2+     |
| A. Rocchigiani | 20       | 0        | ?                    | ?                    | 20+      | 0+     |
| E. Roselli     | 8        | 1        | ?                    | ?                    | 8+       | 1+     |
| L. Sacchi      | 29       | 3        | ?                    | ?                    | 29+      | 3+     |
| M. Sbravati    | 9        | 0        | ?                    | ?                    | 9+       | 0+     |
| G. Scugugia    | 31       | 2        | ?                    | ?                    | 31+      | 2+     |
| A. Signorini   | 25       | 0        | ?                    | ?                    | 25+      | 0+     |